# 권순정 (법조인)
권순정(權純汀, 1974년 7월 14일 ~ )은 제7대 수원고등검찰청 검사장이다.

## 생애
1974년 7월 16일 서울특별시에서 태어났다. 1997년 서울대학교 법과대학 공법학과를 졸업하고 같은해 제39회 사법시험에 합격하여 2000년 사법연수원 제29기로 수료하였다.  2000년 육군 군법무관으로 임관하여 2003년 대위로 전역하였다.
2003년 4월 서울지방검찰청에서 검사생활을 시작하였다.  2012년 인천지방검찰청 부부장검사, 2014년 서울중앙지방검찰청 부부장검사, 2015년 의정부지방검찰청 형사5부 부장검사, 2016년 법무부 법무과장, 2017년 법무부 검찰과장, 2018년 서울중앙지방검찰청 형사2부 부장검사, 2019년 대검찰청 대변인, 2020년 전주지방검찰청 차장검사, 2021년 부산지방검찰청 서부지청장 등으로 활동하였다.
2022년 검사장으로 승진하여 법무부 기획조정실장,  법무부 검찰국장을 역임하고 2024년 5월 16일 고검장으로 승진하여 수원고등검찰청 검사장으로 취임하였다. 

## 학력
- 1993년: 단국대학교 사범대학 부속고등학교 졸업
- 1997년: 서울대학교 법과대학 공법학과 학사
- 2008년: 뉴욕 대학교 로스쿨 LL.M.

## 경력
- 1997년: 제39회 사법시험 합격
- 2000년: 사법연수원 29기 수료
- 2003년 4월~2005년 2월: 서울지방검찰청 컴퓨터수사부 검사
- 2005년 2월~2009년1월: 춘천지방검찰청 원주지청 검사
- 2009년 1월~2010년 8월: 법무부 법무심의관실 검사
- 2010년 8월~2012년 2월: 청와대 민정수석실 파견
- 2012년 2월~2013년 2월: 인천지방검찰청 검사
- 2013년 2월~2014년 1월: 인천지방검찰청 부부장검사
- 2014년 1월~2015년 2월: 서울중앙지방검찰청 금융조세조사1부 부부장검사
- 2015년 2월~2016년 1월: 의정부지방검찰청 형사5부 부장검사
- 2015년 5월~2015년 6월: 황교안 국무총리 후보자 인사청문회 준비단 근무
- 2016년 1월~2017년 8월: 법무부 법무과장
- 2017년 8월~2018년 7월: 법무부 검찰과장
- 2018년 7월~2019년 8월: 서울중앙지방검찰청 형사2부 부장검사
- 2019년 8월~2020년 9월: 대검찰청 대변인
- 2020년 9월~2021년 7월: 전주지방검찰청 차장검사
- 2021년 7월~2022년 5월: 제7대 부산지방검찰청 서부지청장
- 2022년 4월~2022년 5월: 한동훈 법무부 장관 후보자 인사청문회 준비단 공보팀장
- 2022년 5월~2024년 1월 : 법무부 기획조정실장
- 2024년 1월~2024년 5월: 법무부 검찰국장 겸 기획조정실장 직무대리
- 2024년 1월~2024년 2월: 박성재 법무부 장관 후보자 인사청문회 준비단장
- 2024년 5월~2025년 7월: 제7대 수원고등검찰청 검사장